# مارک هنری
مارک جرولد هنری (به انگلیسی: Mark Jerrold Henry) کشتی‌گیر حرفه‌ای بازنشسته در کمپانی دبلیودبلیوئی است. وی در سال ۲۰۰۲ در مسابقات جهانی قویترین مرد جهان که توسط آرنولد شوارزنگر برگزار شد موفق شد عنوان قویترین مرد جهان را از آن خود کند.
افتخارات:
- ۱ بار کمربند قهرمانی سنگین‌ وزن جهان دبلیودبلیوئی
- ۱ بار کمربند قهرمانی (ECW)
- ۱ بار قهرمانی WWF European Championship
- پیوستن به تالار شهرت دبلیو دبلیو ای در سال ۲۰۱۸